# Argia agrioides
Argia agrioides là một loài chuồn chuồn kim trong họ Coenagrionidae.
Argia agrioides is in 1895 voor het eerst wetenschappelijk beschreven door Calvert.

## Hình ảnh

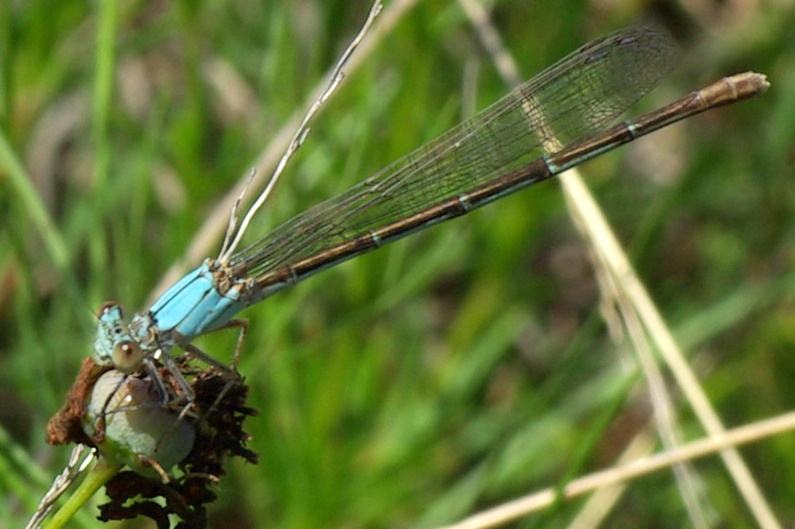
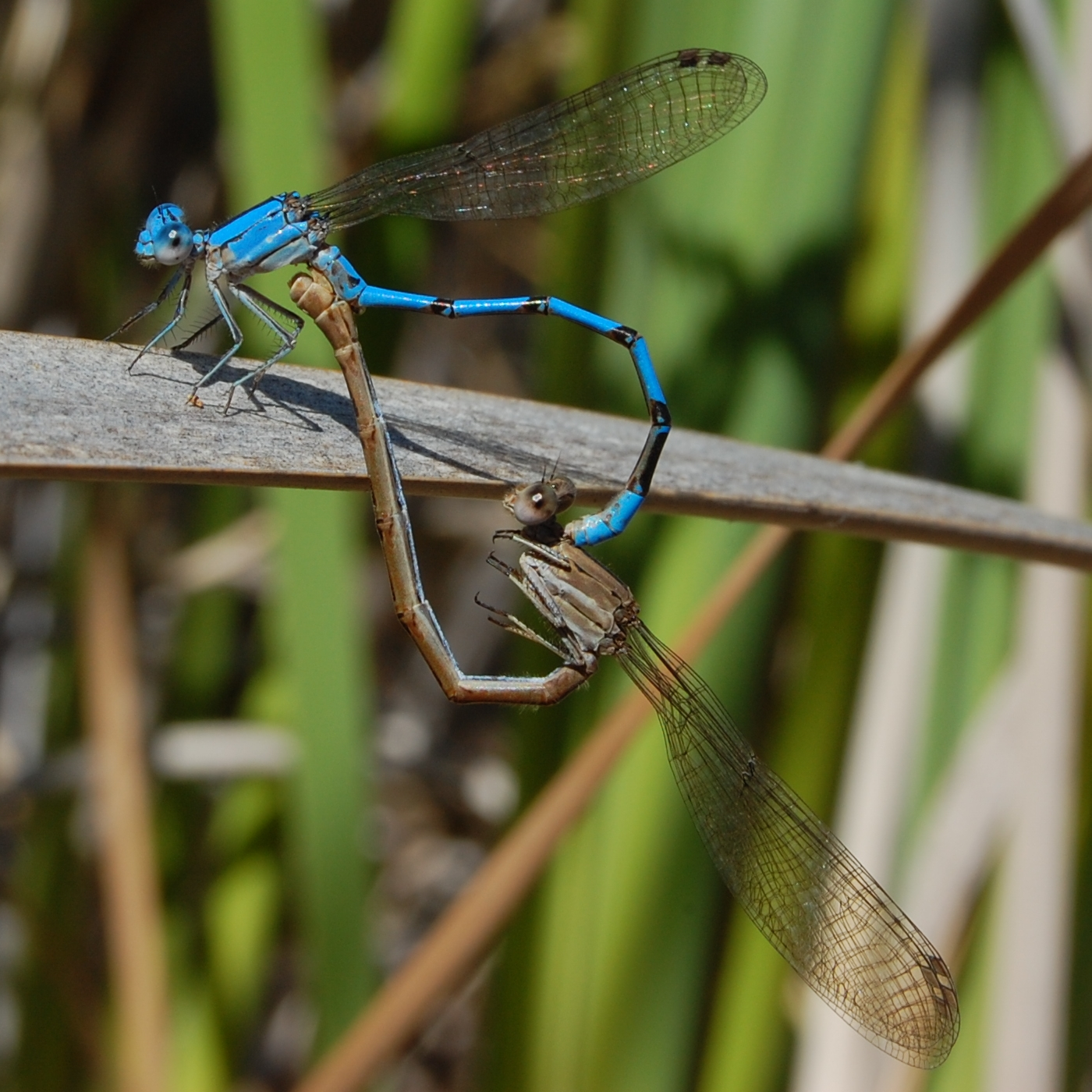
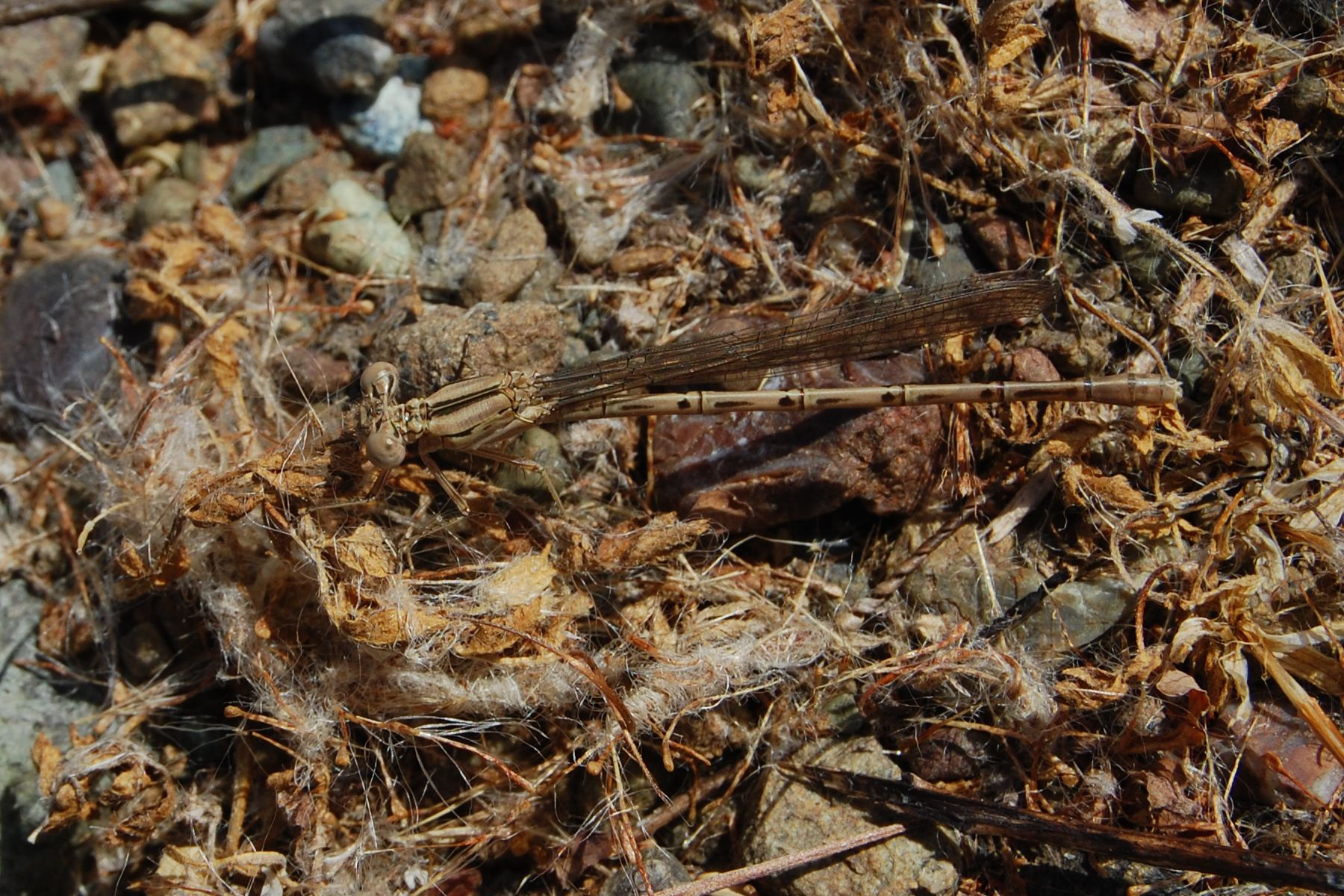
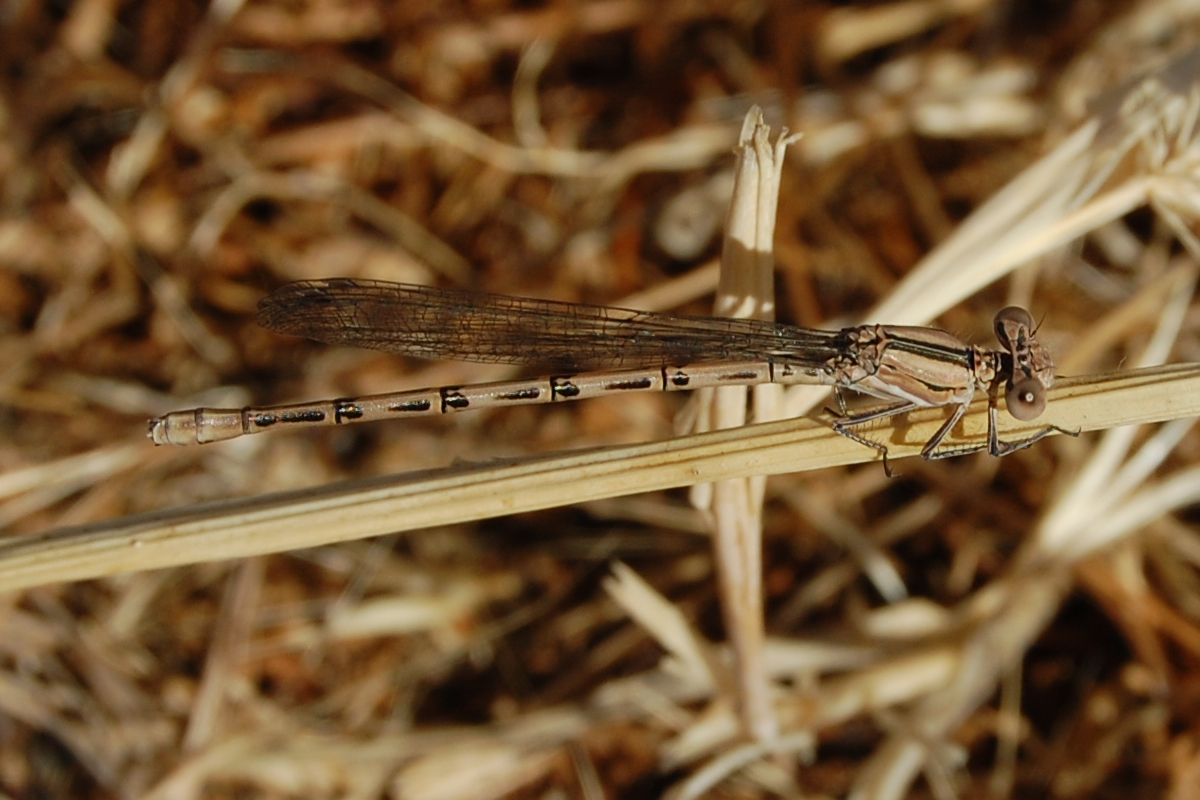